# Ишыглы (Физулинский район)
Ишыглы (азерб. İşıqlı) — село в Деделинской административно-территориальной единице Физулинского района Азербайджана, расположенное на приаракской равнине, в 5 км к югу от города Физули, у дороги Физули—Джебраил.

## Топонимика
Ойконим Ишыглы связан с названием поколения шыхлы.

## История
В годы Российской империи село Ишиклу входило в состав Каргабазарского сельского общества Джебраильского уезда Елизаветпольской губернии.
В советские годы село входило в состав Деделинского сельсовета Физулинского района Азербайджанской ССР. В результате Первой карабахской войны в августе 1993 года перешло под контроль непризнанной Нагорно-Карабахской Республики.
17 октября 2020 года в видеообращении к нации президент Азербайджана Ильхам Алиев объявил, что азербайджанская армия освободила город Физули, а также сёла Кочахмедли, Чиман, Джуварлы, Пирахмедли, Мусабейли, Ишыглы и Дедели Физулинского района.
24 марта 2021 года Министерство обороны Азербайджана опубликовало кадры, на которых запечатлено село Ишыглы под контролем Азербайджана.

## Население
В годы Российской империи село Ишиклу Джебраильского уезда имело, по данным «Свода статистических данных о населении Закавказского края, извлеченных из посемейных списков 1886 года», население в 30 дымов или 169 человек, все из которых были азербайджанцами (указаны как «татары»), по вероисповеданию — мусульманами-шиитами. Всё население являлось владельческими крестьянами.
По данным «Кавказского календаря» на 1912 год в селе Ишихлу Карягинского уезда проживало 208 человек, в основном азербайджанцев, указанных в календаре как «татары».
В 1981 году в селе проживал 1263 человек.

## Экономика
Население села занималось животноводством и виноградарством.

## Культура и образование
В селе были расположены восьмиклассная школа, клуб и библиотека.